# Daowai
Daowai är ett stadsdistrikt i Harbin i Heilongjiang-provinsen i nordöstra Kina.